# Грабер (рагби 15)
Грабер је рагби термин, којим се означава један од шутева из игре у рагбију. Нападач шутира лопту по земљи, иза противничке одбране, са циљем да их изненади и даје фор себи или неком од саиграча, који би требало да је у пуном трку у тренутку шута.